# Radioteleskop
Radioteleskope sind Instrumente zum Empfangen und Messen der aus dem Weltall bzw. von speziellen Himmelsobjekten kommenden Radiofrequenzstrahlung. Sie sind das wichtigste Hilfsmittel der sogenannten Radioastronomie.
Die Antenne hat meist die Form eines Parabolspiegels. Für kürzere elektromagnetische Wellen im Zentimeter- bis Dezimeter-Bereich muss der Reflektor eine glatte Oberfläche haben, für längere Wellen genügt eine Gitterstruktur.

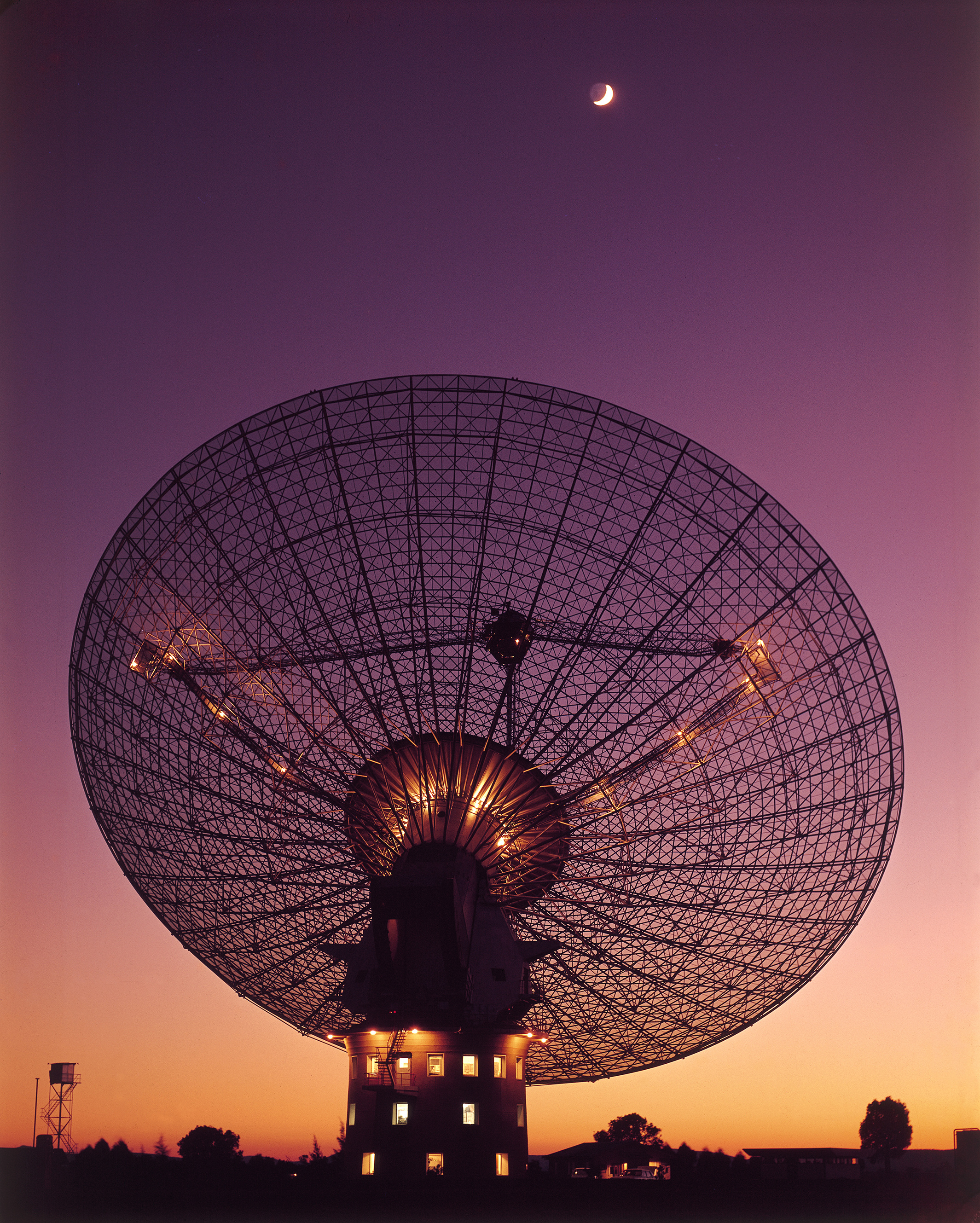
Parkes-Observatorium in Australien

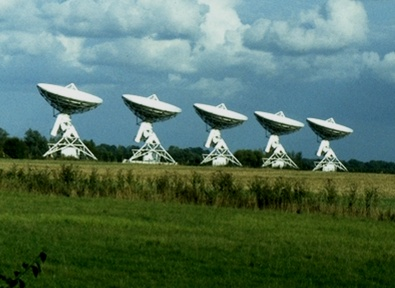
Typisches Radioteleskop-Array (Ryle Telescope der Universität Cambridge – mehrere Parabolspiegel zusammengeschaltet)

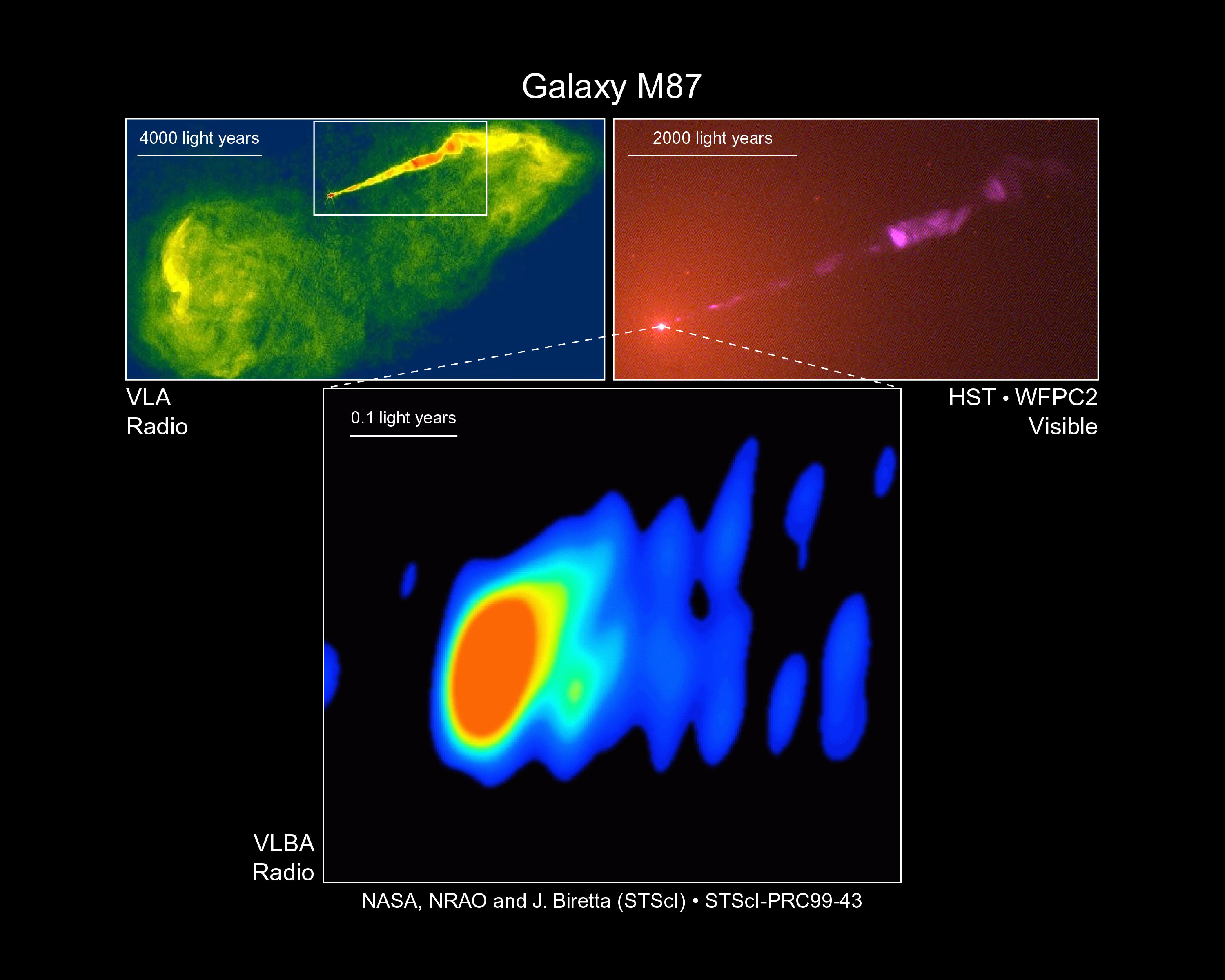
Galaxie M87 mit Jet nahe einem Schwarzen Loch.
Links oben: Übersichtsbild mit M87, durch Radioteleskop.
Rechts oben: Vergrößerter Ausschnitt (Jet), Hubble-Weltraumteleskop, sichtbares Licht.
Unten: Nochmaliger Ausschnitt, stark vergrößert zeigt die Auflösungsgrenze eines Radioteleskops (Interferometer).

## Geschichte
Nach der Entdeckung der ersten außerirdischen Radioquelle durch Karl Guthe Jansky im Jahre 1932 wurden Radioteleskope zur Beobachtung des Kosmos entwickelt. Das erste Radioteleskop in Parabolform wurde von Grote Reber, Ingenieur und Funkamateur, im Jahre 1932 entwickelt und in Wheaton, Illinois gebaut, da Janskys Entdeckung zunächst von der professionellen Astronomie nicht weiter beachtet wurde. In Deutschland wurde das erste Radioteleskop, der Astropeiler Stockert auf dem Stockert bei Bad Münstereifel, 1956 errichtet. Es steht seit 1999 unter Denkmalschutz.
Nach Westen gerichtete deutsche Radar-Systeme zur Luftraumüberwachung lieferten immer dann Fehlalarme, wenn das Sternbild Schwan (Cygnus) am Horizont auftauchte – verursacht durch die dort befindliche Radioquelle Cygnus A. 1946 entdeckte eine Forschungsgruppe am Royal Radar Establishment in Malvern (England), dass von einer winzigen Region im Sternbild Schwan intensive Radiostrahlung ausgeht.

## Technik
Da die Antenne nur auf einen Punkt sieht, scannt man zur Bilderzeugung den Himmel zeilenweise mittels Erdrotation und Antennenbewegung. Die Spiegel der meisten Radioteleskope sind parabolisch geformte Metallflächen (Parabolspiegel), welche die Radiowellen auf eine Antenne bündeln, die sich im Brennpunkt des Hohlspiegels befindet. Als Antenne wird allgemein auch das ganze System bezeichnet. Heutige Radioteleskope bestehen oft aus mehreren Parabolantennen (Arrays) sowie der Auswertungsstation. Die Antennen eines Arrays werden zu einem Interferometer zusammengekoppelt, so dass sich effektiv eine Antenne mit größerem Durchmesser ergibt. Diese Technik kann auch über das Array hinaus auf den gesamten Globus ausgedehnt werden: Wenn über die gesamte Erde verteilte Radioteleskope gleichzeitig dieselbe Quelle beobachten, lässt sich die Winkelauflösung der Radioteleskope ganz erheblich steigern. Die größten Anlagen übertreffen die Auflösung von optischen Teleskopen etwa um den Faktor 500, wie im nebenstehenden Bild zu sehen ist.
Man unterscheidet bei Radioteleskopen zwischen unbeweglichen und beweglichen Teleskopen. Unbewegliche Teleskope sind selten, weil sie in ihrer Ausrichtung nicht gedreht werden können. Ihre Parabolantenne richten sie meist auf den Zenit (zum Beispiel das Arecibo-Teleskop, welches fest in einer Niederung errichtet war). Bewegliche Radioteleskope können gedreht werden, sodass sie in die gesamte Hemisphäre „schauen“ können.
Neben der Größe eines Radioteleskops, die ein Maß für die Empfindlichkeit ist, kommt es auch auf den Wellenlängenbereich an, den es abdecken kann. Während die großen Teleskope nur Wellenlängen im Meter- und Zentimeterbereich beobachten können, „hören“ kleinere Teleskope, wie das 30-m-Teleskop vom Institut für Radioastronomie im Millimeterbereich (IRAM) in Spanien, das 3-m-Teleskop KOSMA in der Schweiz im Millimeterbereich oder das 12-m-Teleskop APEX (betrieben in der chilenischen Atacama-Wüste vom Max-Planck-Institut für Radioastronomie, Millimeter- und Submillimeterwellen) in kürzeren Wellenlängenbereichen. Da diese Frequenzen außerhalb der atmosphärischen Fenster liegen, wird die Empfindlichkeit von der darüber liegenden Lufthülle stark vermindert.
Radioteleskope werden neben der Beobachtung von Himmelskörpern auch benutzt, um Daten von entfernten Raumsonden zu empfangen oder Befehle an diese zu versenden oder um nach außerirdischen Intelligenzen zu suchen (siehe Projekt SETI).
Es gibt mehrere Projekte, bei denen Radioteleskope über große Entfernungen oder sogar weltweit (global) an Aufnahmen mit Very Long Baseline Interferometry (VLBI) beteiligt sind, wie das Very Long Baseline Array (VLBA), das Event Horizon Telescope oder das Global mm-VLBI Array. Dazu werden auch Satelliten benutzt (RadioAstron).

## Herausragende Anlagen

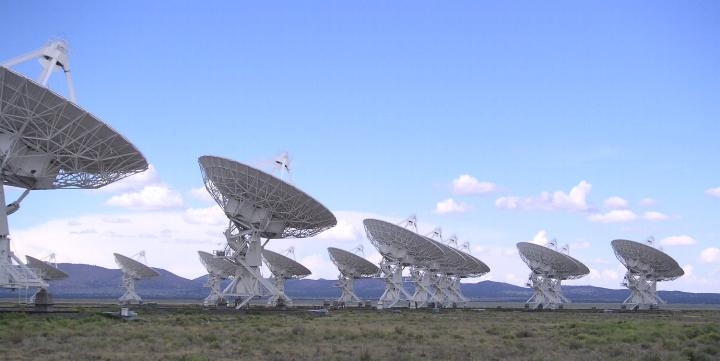
Very Large Array

Das derzeit größte Radioteleskop der Welt ist das russische RATAN 600 bei Selentschukskaja. Das zweitgrößte ist das am 25. September 2016 in Testbetrieb gegangene FAST-Observatorium in der chinesischen Provinz Guizhou.
Weitere große Anlagen sind Atacama Large Millimeter/submillimeter Array, abgekürzt ALMA, aus 66 Antennen auf etwa 5000 m Höhe in der Atacama-Wüste in den nordchilenischen Anden und bis Dezember 2020 das Arecibo-Observatorium in Puerto Rico. Das Arecibo-Radioteleskop wurde am 1. Dezember 2020 durch herabstürzende Teile infolge von Materialermüdung zerstört.
Das größte deutsche (und weltweit zweitgrößte bewegliche) Radioteleskop ist das Radioteleskop Effelsberg in einem Tal in der Eifel, ein bewegliches Teleskop mit 100 m Durchmesser, das vom Max-Planck-Institut für Radioastronomie in Bonn betrieben wird. Das größte bewegliche Radioteleskop der Welt ist das 100 m × 110 m große Robert C. Byrd Green Bank Telescope des Green-Bank-Observatoriums in West Virginia, USA. Das größte Radioteleskop für Millimeterwellen ist das 50 m große Large Millimeter Telescope in Puebla, Mexiko.
Weitere große Radioteleskop-Arrays sind das Giant Metrewave Radio Telescope (GMRT, 30 Einzelteleskope je 45 m, verstreut auf bis zu 25 km Abstand, sechs Frequenzbänder von 50 bis 1500 MHz) in Indien, 80 km nördlich von Pune im Bundesstaat Maharashtra, und das Very Large Array (VLA, 27 Teleskope je 25 m in einer Y-förmigen Konfiguration) in Socorro, New Mexico, USA.
Seit 2006 wird in den Niederlanden ein neuartiges Radioteleskop zur Beobachtung von niederfrequenten Radiowellen im Meterwellenbereich gebaut, das Low Frequency Array (LOFAR). Zum Zeitpunkt seiner Einweihung im Juni 2010 verfügte es europaweit über etwa 10.000 Antennen. Die erste LOFAR-Station arbeitet seit 2007 neben dem 100-m-Teleskop Effelsberg. LOFAR ist ein Prototyp für ein noch größeres Radioteleskop, das Square Kilometre Array (SKA), dessen Bau 2021 beginnen soll. Die ersten Beobachtungen sind voraussichtlich Mitte der 2020er-Jahre möglich.
Ein wichtiges Projekt zur Erkundung des Universums, das mit Hilfe der Radioteleskope durchgeführt wird, ist HIPASS. Hierbei wird entfernungssensitiv nach der Signatur des Wasserstoffs als Indikator für Galaxien gesucht. Der Bereich der Südhemisphäre ist bereits abgeschlossen. Die meisten Daten wurden vom Parkes-Radioteleskop in Australien gesammelt.